# Jember Kidul
Jember Kidul is een bestuurslaag in het regentschap Jember van de provincie Oost-Java, Indonesië. Jember Kidul telt 19.902 inwoners (volkstelling 2010).